# LG KG110
LG KG110 je low-endový mobilní telefon firmy LG představený v září roku 2006. Jedná se o úplně první model řady KG, jeho nástupcem je model KG130 představený v dubnu roku 2007. V Česku byl KG110 dostupný od listopadu 2006. Jeho tržní cena se pohybovala kolem 1500 CZK (8% tehdejší průměrné hrubé mzdy), ale dal se také pořídit u operátora O2 jako mobil za korunu.

## Parametry
Telefon má vnější fyzické rozměry 102 x 44 x 17 mm a jeho hmotnost bez SIM karty je 70 gramů. Jedná se o telefon klasické konstrukce

## Displej
Jedná se o barevný grafický displej typu CSTN (color super-twisted nematic) s pasivní maticí ve tvaru obdélníku, který má rozlišení 128x128 bodů a je schopný zobrazit až 65 tisíc barev.

## Funkční výbava
Má 40-hlasé polyfonní (schopnost reprodukce zvuku kombinováním více tónů najednou - je na pomezí monofonie a normálního reproduktoru) vyzvánění, uživatel si mohl vybrat z 20 přednastavených melodií. Také disponuje semipermanentní pamětí o kapacitě 1.02 MB, která dokáže pojmout 500 kontaktů (ke každému max. 2 čísla a emailovou adresu) a 250 SMS zpráv. Podporuje vibrace, kalkulačku, úkoly, převod jednotek, prohlížení obrázků (vzhledem k nízkému rozlišení displeje nemusely uložené obrázky zabírat mnoho místa - například výchozí tapeta má velikost 49 KB), nahrávání zvuku (diktafon), posílaní EMS a SMS zpráv, kalendář, poznámky, budík a ochranu proti náhodnému dotyku v podobě uzamčení klávesnice. Mobil má vyměnitelnou Li-Ion baterii s kapacitou 800 mAh, předinstalovanou hru Sudoku Puzzle a umožňuje připojení k Internetu přes mobilní data (prohlížeč WAP 1.2.1). Telefon nemá fotoaparát a nepodporuje MMS zprávy Podle serveru GSMArena také podporuje J2ME MIDP 1.2.

## Uživatelský manuál
- Oficiální stránka LG
- CZSK ENG manuál (archiv)